# Dolichurus
Dolichurus ist eine Gattung der Grabwespen (Spheciformes) aus der Familie Ampulicidae. Sie ist weltweit verbreitet. Es sind 34 Arten bekannt, von denen drei in Europa auftreten, zwei davon auch in Mitteleuropa.

## Merkmale
Die Stirnplatte (Clypeus) der Tiere überragt die Fühlerwurzeln dachartig, weswegen die Vertreter der Gattung gut zu bestimmen sind. Wie auch bei der nahe verwandten Gattung Ampulex ist der Prothorax nach vorne gestreckt, er ist jedoch weniger lang als die Basis breit ist. 

## Lebensweise

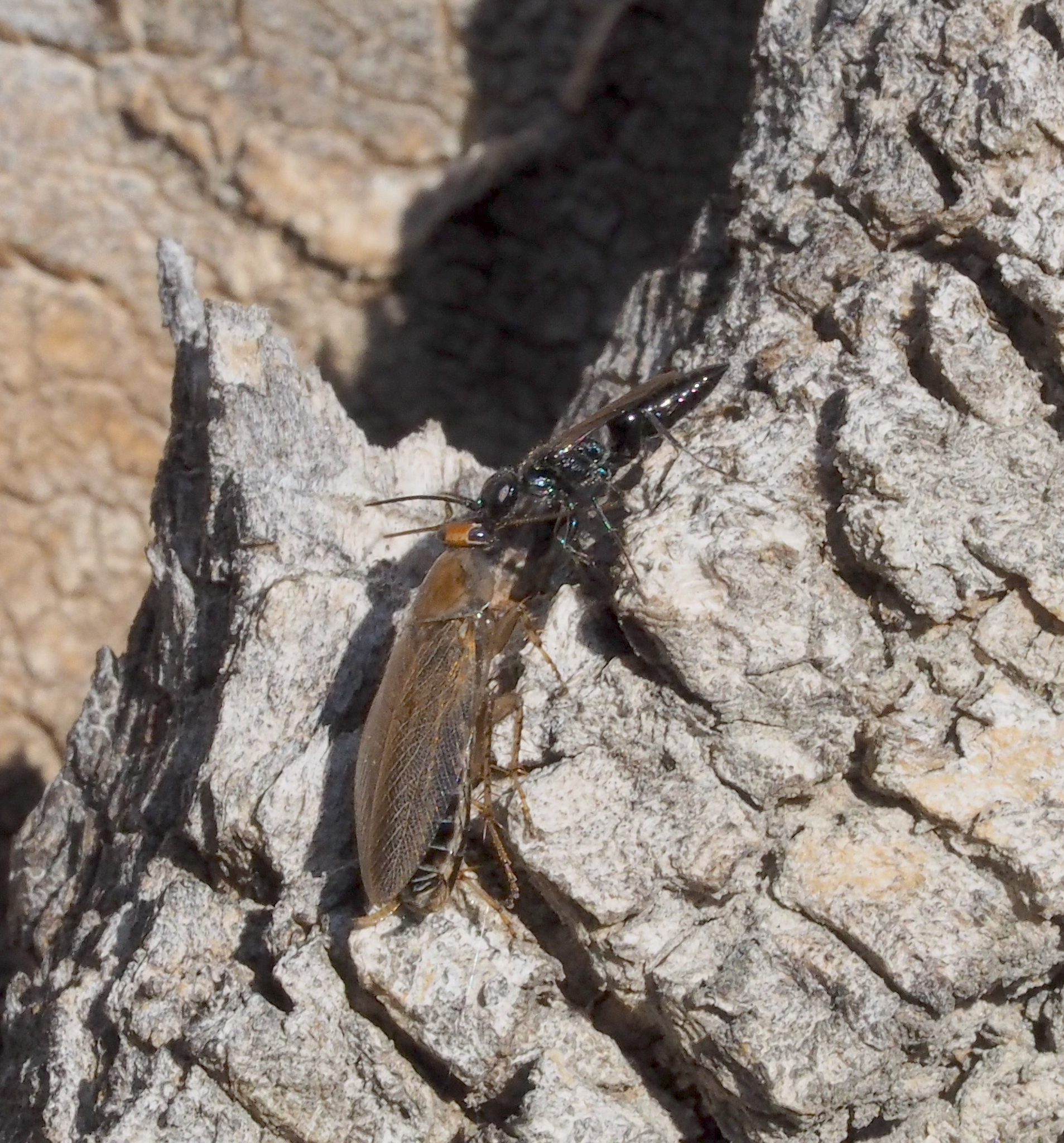
D. corniculus mit Beute

Die Wespen sind sehr flink und sind deshalb in ihrem Verhalten mit Wegwespen (Pompilidae) zu verwechseln. Die Weibchen versorgen ihre Brut mit Schaben der Familie Ectobiidae. Dabei wird eine einzelne Schabe in einen bereits vorhandenen Hohlraum eingebracht. Anders als bei der Gattung Ampulex erfolgt der Stich zur Betäubung nicht am Prothorax, sondern an einer beliebigen Stelle der Extremitäten. Meistens werden die Fühler der Beutetiere abgetrennt, anschließend werden sie an den Fühlerwurzeln gepackt und rückwärts gehend in den Hohlraum gezerrt. 

## Taxonomie (Europa)
- Dolichurus bicolor Lepeletier, 1845
- Dolichurus corniculus (Spinola, 1808)
- Dolichurus haemorrhous A. Costa, 1886

## Belege